# Patty Kempner
Patty Kempner (Estados Unidos, 24 de agosto de 1942) es una nadadora estadounidense retirada especializada en pruebas de estilo libre y estilo braza, donde consiguió ser campeona olímpica en 1960 en los 4x100 metros estilos.

## Carrera deportiva
En los Juegos Olímpicos de Roma 1960 ganó la medalla de oro en los relevos de 4x100 metros estilos, con un tiempo 4:41.1 segundos que fue récord del mundo, por delante de Australia (plata) y Alemania (bronce); sus compañeras de equipo fueron las nadadoras: Lynn Burke, Carolyn Schuler y Chris von Saltza.